# Roman Pavljučenko
Roman Anatoljevič Pavljučenko (rus. Роман Анатольевич Павлюченко) (Mostovskoj, 15. prosinca 1981.) bivši je ruski nogometaš. Pavljučenko je igrao na poziciji srednjeg napadača za rusku reprezentaciju.
Pavljučenko je svoj debi imao 1999. u klubu Dinamo Stavropol. Već sljedeće godine prelazi u Rotor Volgograd gdje ostaje do 2002. Tada prelazi u Spartak Moskvu i postaje najprofilniji strijelac u klupskoj povijesti. 
Za reprezentaciju je debitirao 2005. godine. Od tada je sakupio 17 nastupa i postigao je 7 golova. Najbolji nastup, prema mnogima, bio mu je onaj protiv Engleske 2007. u kojem je postigao oba pogotka za važnu pobjedu Rusije nad Engleskom 2 - 1. Izbornik Guus Hiddink pozvao ga je na EURO 2008 u Austriji i Švicarskoj. Pavljučenko je u prvoj utakmici protiv Španjolske postigao pogodak za 3 - 1, no Španjolska je porazila Rusiju 4 - 1 hat-trickom Davida Ville i pogotkom Cesca Fàbregasa.